# Стрмец Букевски
Стрмец Букевски је насељено место у Загребачкој жупанији, Република Хрватска. Налази се у Туропољу, а административно је у саставу Града Велике Горице.
Простире се на површини од 5,82 км2

## Становништво
На попису становништва 2011. године, Стрмец Букевски је имао 366 становника.

## Кретање броја становника по пописима1857—2001.[1]
| година пописа  | 1857. | 1869. | 1880. | 1890. | 1900. | 1910. | 1921. | 1931. | 1948. | 1953. | 1961. | 1971. | 1981. | 1991. | 2001. |
| бр. становника | 280   | 349   | 338   | 425   | 464   | 554   | 510   | 491   | 492   | 497   | 464   | 435   | 380   | 355   | 390   |

Напомена:До 1990. исказивано под именом Стрмец.

## Попис1991.
На попису становништва 1991. године, насељено место Стрмец Букевски је имало 355 становника, следећег националног састава:
| Попис 1991.‍  | Попис 1991.‍  | Попис 1991.‍ | Попис 1991.‍ | Попис 1991.‍ |
| ------------ | ------------ | ----------- | ----------- | ----------- |
|              |              |             |             |             |
| Хрвати       | Хрвати       |             | 350         | 98,59%      |
| Муслимани    | Муслимани    |             | 1           | 0,28%       |
| Словенци     | Словенци     |             | 1           | 0,28%       |
| Срби         | Срби         |             | 1           | 0,28%       |
| неопредељени | неопредељени |             | 2           | 0,56%       |
| укупно: 355  |              |             |             |             |